# Ottavio Belmosto
Ottavio Belmosto (Gênova, 1559 - Roma, 16 de novembro de 1618) foi um cardeal do século XVII.

## Biografia
Nasceu em Gênova em 1559. De família patrícia. O mais velho dos três filhos de Giovanni Lodisio Belmosto e Francesca Tagliavacca. Os outros irmãos eram Antonio (banqueiro e fattore general do rei Felipe II da Espanha em Nápoles) e Agostino. Seu sobrenome também está listado como Belmusti; e como Belmustus.
Obteve o doutorado em utroque iure , tanto em direito canônico quanto em direito civil..
Ordenado (sem data encontrada), Gênova. Abade comendador do mosteiro cisterciense da Santíssima Virgem de Matina..
Eleito bispo de Aleria, Córsega, 31 de julho de 1591. Consagrado (nenhuma informação encontrada). Vice-legado da Romagna, 1606. Renunciou ao governo da diocese de Aleria antes de 10 de dezembro de 1608. Prelado da Sagrada Consulta ..
Criado cardeal sacerdote no consistório de 19 de setembro de 1616; recebeu o chapéu vermelho em 24 de setembro de 1616; e o título de S. Carlo ai Catinari (2) em 17 de outubro de 1616..
Morreu em Roma em 16 de novembro de 1618. Sepultado junto ao altar-mor do seu título, S. Carlo ai Catinari..